# Trijntje Oosterhuis
Judith Katrijntje Oosterhuis (Amsterdam, 5 de febrer de 1973), més coneguda com a Trijntje Oosterhuis, és una cantant neerlandesa. Va començar la seva carrera amb el grup Total Touch, juntament amb el seu germà Tjeerd Oosterhuis. Van tenir molt d'èxit els anys 80 i 90 i van guanyar diversos premis, com el Gran Premi dels Països Baixos. Des dels anys 90 té una carrera solista i ha participat en diversos projectes, com una cançó per les víctimes del Tsunami de l'oceà Índic del 2004. També ha fet moltes actuacions a teatres.
Des de 2012 és una de les entrenadores del programa The Voice of Holland.
Va participar en el Festival de la Cançó d'Eurovisió 2015 amb la canço Walk Along. No va arribar a la final.